# Монголо-Бурятский конный полк
Монголо-Бурятский конный полк (1-й Монголо-Бурятский конный полк) — воинское соединение (кавалерийский полк) в составе Особого Маньчжурского отряда полковника Г. М. Семёнова (1917—1918) и Азиатской конной дивизии барона Р. Ф. фон Унгерн-Штернберга (1918—1921). Личный состав первоначально набирался среди местного забайкальского населения — бурят и монголов, откуда полк и получил своё название. В дальнейшем полк комплектовался в том числе забайкальскими и бурятскими казаками.

## История
В июне 1917 года в Забайкалье в качестве комиссара Временного правительства по формированию частей из казаков и бурят прибыл есаул Г. М. Семёнов. К середине ноября ему удалось сформировать сводный Монголо-Бурятский конный полк в составе четырёх сотен, который после боёв с местными большевиками отступил в Маньчжурию. Здесь остатки полка пополнились забайкальскими казаками и 300 сербскими добровольцами из числа бывших солдат Австро-Венгрии под командованием подполковника Драговича. Это позволило 10 января 1918 года, кроме конного полка, начать формирование пешего Семёновского полка и 2-й орудийной батареи, которые в апреле 1918 года вошли в Особый Маньчжурский отряд (ОМО) численностью около 3000 человек. При формировании ОМО полк стал называться 1-й Монголо-Бурятский конный полк. Весной 1918 года полк участвовал в неудачном Забайкальском походе атамана Семёнова. В мае 1918 года отряды Красной гвардии и красных партизан в нескольких крупных боях нанесли семёновцам сокрушительное поражение. Семёнов с остатками войск был вынужден отойти на китайскую территорию, откуда регулярно совершали нападения на советские части. В одну из июльских ночей красногвардейцы бесшумно подошли к лагерю противника и, пустив в ход штыки и приклады, ликвидировали большую часть отряда Семёнова. Бои между остатками отрядов Семёнова, действовавшими с китайской территории, и красными отрядами в Забайкалье продолжались и в августе 1918 года, когда Семёнову при поддержке интервентов и мятежных частей Чехословацкого корпуса удалось нанести поражение большевикам и 28-го августа захватить Читу.
В сентябре 1918 года на основе инородческих частей, входивших в состав Особого Маньчжурского отряда, была сформирована Отдельная Туземная конная бригада, куда вошёл и 1-й Монголо-Бурятский конный полк. В 1919 году бригада была переформированная в корпус. 
23 января 1919 года Бурнардума выпустила указ о мобилизации бурят в армию. Весной 1919 года было сформировано два Бурятских конных полка. 1-й Бурятский конный полк был сформирован в начале марта 1919 года. 
28 мая 1919 года в Забайкалье из частей расформированного Туземного конного корпуса бароном Р. Ф. фон Унгерн-Штернбергом была сформирована Азиатская бригада. 2 февраля 1920 года Азиатская бригада была переименована в Азиатскую конную дивизию из 2 бригад: 1-й (1-й и 2-й Татарские конные полки, Монгольский конный дивизион) и 2-й (1-й и 2-й Бурятские и 1-й Монголо-Бурятский конные полки).
Осенью 1921 года Монголо-Бурятский конный полк, вместе с остатками бывшей Азиатской конной дивизии был разоружён в Китае.

## Участие в боях
В октябре 1918 года конный полк в составе ОМО был включён в состав формировавшегося в Забайкалье 5-го Приамурского отдельного армейского корпуса Отдельной Восточно-Сибирской армии. Командиром корпуса был назначен Г. М. Семёнов (снят с должности 1 декабря того же года). В результате организационных мероприятий 18 апреля 1919 года ОМО был переименован в Особую Маньчжурскую атамана Семёнова дивизию (с 6 июня 1919 года — Сводная Маньчжурская атамана Семёнова дивизия). В составе этой дивизии 1-й Монголо-Бурятский конный полк вошёл в состав 6-й Восточно-Сибирского армейского корпуса.
11 октября 1919 года Сводная дивизия была расформирована, а вместо неё появились две конные бригады — Монголо-Бурятская (куда вошёл 1-й Монголо-Бурятский конный полк) и Азиатская. Полк активно участвовал в карательных акциях семёновских войск 1919—1920 годов. После упорных боёв с большевиками под давлением превосходящих сил Народно-революционной армии ДВР 1-й Монголо-Бурятский конный полк, в составе остатков войск Семёнова. 22 октября 1920 года оставили Читу и отступили из Забайкалья в Маньчжурию. Остатки полка частью рассеялись или остались в Монголии, частью по КВЖД добрались до Харбина, и весной 1921 года перебрались в Приморье, где принимали участие в боях с большевиками на стороне правительства братьев Меркуловых.